# أحمد صالح (لاعب تنس الطاولة)
أحمد صالح هو لاعب تنس الطاولة مصري، ولد في 14 نوفمبر 1979.

## وصلات خارجية
- أحمد صالح على موقع أوليمبيديا (الإنجليزية)